# Nikola Aljetic
Nikola Aljetic (* 12. Oktober 1994 in Wien) ist ein ehemaliger österreichischer Handballspieler.

## Karriere
Der gebürtige Wiener begann seine aktive Profi-Karriere 2012 bei dem Handballclub Fivers Margareten für welchen er auch seit 2005 in diversen Jugendligen auf Punktejagd ist. Mit den Wienern sicherte er sich 2013, 2015, 2016 und 2017 den ÖHB-Cup sowie 2016 und 2018 die österreichische Meisterschaft. Zur Saison 2018/19 wurde der Kreisläufer von der HSG Graz verpflichtet. Nach einer Saison in Graz wurde der Kreisläufer vom HC Bruck für die Spusu Challenge verpflichtet. Für die Saison 2020/21 wurde Aljetic vom UHC Tulln verpflichtet. Bereits im August 2020 beendete Aljetic seine Karriere.

## Saisonbilanzen

### HLA
| Saison    | Verein                         | Spielklasse | Tore | 7-Meter | Feldtore |
| --------- | ------------------------------ | ----------- | ---- | ------- | -------- |
| 2012/13   | Handballclub Fivers Margareten | HLA         | 0    | 0/0     | 0        |
| 2013/14   | Handballclub Fivers Margareten | HLA         | 8    | 0/0     | 8        |
| 2014/15   | Handballclub Fivers Margareten | HLA         | 49   | 0/0     | 49       |
| 2015/16   | Handballclub Fivers Margareten | HLA         | 37   | 0/0     | 37       |
| 2016/17   | Handballclub Fivers Margareten | HLA         | 29   | 0/0     | 29       |
| 2017/18   | Handballclub Fivers Margareten | HLA         | 26   | 0/0     | 26       |
| 2018/19   | HSG Graz                       | HLA         | 47   | 0/0     | 47       |
| 2008–2019 | gesamt                         | HLA         | 196  | 0/0     | 196      |

### HBA
| Saison    | Verein                         | Spielklasse | Tore | 7-Meter    | Feldtore |
| --------- | ------------------------------ | ----------- | ---- | ---------- | -------- |
| 2013/14   | Handballclub Fivers Margareten | HBA         | 50   | 2/3        | 48       |
| 2013–2015 | gesamt                         | HBA         | 50   | 2/3 (67 %) | 48       |

## Erfolge
- 2× Österreichischer Meister 2015/16, 2017/18
- 4× Österreichischer Pokalsieger 2012/13, 2014/15, 2015/16, 2016/17
- 3× Österreichischer Supercup (mit dem Handballclub Fivers Margareten)